# Mednet
Mednet is een medisch platform voor huisartsen en medisch specialisten. Het bestond uit een tijdschrift, dat maandelijks in een oplage van ongeveer 19.000 verscheen, en een website. Mednet startte in 1999 als ‘Medisch Vandaag’, een tweewekelijks krant die gratis onder artsen en apothekers werd verspreid. Medisch Vandaag was eigendom van de Nederlandse uitgever Bohn Stafleu van Loghum en het Zweedse concern Medicin Today International.
In 2004 ging het blad verder als Mednet. Daarnaast is er een website, een nieuwsbrief en web-tv. 

## Topartsenverkiezing
Mednet organiseerde tussen 2006 en 2014 jaarlijks de Topartsenverkiezing waarbij artsen uit diverse specialisaties konden aangeven aan welke collega in het vak zij hun dierbaren zouden toevertrouwen. Hieruit werd per specialisme een Top 3 samengesteld. Tussen 2012 en 2014 werd deze verkiezing gedaan in samenwerking met de Orde van Medisch Specialisten.
Sinds januari 2014 richt Mednet zich voornamelijk op huisartsen. Het blad verdween, maar de website bleef. Mednet verzorgt niet alleen online nieuws voor artsen, maar verzorgt ook cursussen, congressen, e-learning en Web-TV.
Mednet is een product van Bohn Stafleu van Loghum/Springer Healthcare, onderdeel van Springer in Houten.